# Лаврівський Іван Васильович
Іван Васильович Ла́врівський гербу Сас (1773, село Терка, нині Польща — 25 червня 1846, Перемишль) — український галицький священник (УГКЦ), освітній діяч.
Один зі сподвижників освітнього, громадського, релігійного діяча Івана Снігурського. Стрийко Юліана Лаврівського.

## Життєпис
У 1798 році закінчив Львівський університет.
Професор цього вишу в 1798—1804 роках. Ректор Генеральної Духовної Семінарії у Львові), професор богословського інституту у Перемишлі.
У 1820 році перейшов зі Львова до Перемишля, де служив єпископ Іван Снігурський. Йому було надано титул крилошанина і запропоновано викладати в Інституті Дяків і Учителів, зоснованому єп. Іваном Снігурським та о. Іваном Могильницьким.
Крім того, о. Іван Лаврівський викладав у латинській семінарії, згодом був обраний членом Краківської Академії Наук і багато працював на літературній ниві, збагативши українське красне письменство перекладами з інших мов і своїми творами.
Лаврівський викладав українською мовою, склав підручник української граматики, буквар, виданий під назвою «Elementarz ruski, niemiecki i polski» у Перемишлі 1838 року, та методичні посібники.
У 1836 році єп. Снігурський назначив його головним інспектором парафіяльних шкіл. У тому часі ним був написаний підручник методики для учителів, що навчали в цих школах.
Організував у Перемишлі друкарню, зібрав колекцію обсягом до 15 тисяч книг, яку передав для загального користування бібліотеці Перемиській капітулі УГКЦ.
Заснував грошовий фонд для допомоги українським школам.